# كأس السوبر السوري
كأس السوبر السوري هي بطولة تقام بين بطل الدوري السوري وبين بطل كأس الجمهورية السورية أُقيمت البطولة بشكل غير منتظم في بدايتها منذ الثمانينات اعوام 1982، 1985 ومن ثم اقيمت عام 1993 بشكل بطولة رباعية بين اصحاب المراكز الأولى بالدوري وبطل الكأس في وقتها تحت مسمى بطول القائد العام ولذلك فهي ما زالت غير منتظمة حتى عادت مرة أخرى في عام 2013 ومن ثم غابت لموسيمين 2014 و 2015 لاسباب مختلفة إلى ان استمرت في اخر اربع مواسم 2016، 2018، 2019، 2020

## سجل الأبطال
| رقم | النادي  | البطل | الوصيف | مواسم البطولة    | مواسم الوصافة |
| --- | ------- | ----- | ------ | ---------------- | ------------- |
| 1   | الوحدة  | 3     | 1      | 1993، 2016، 2020 | 2013          |
| 2   | الجيش   | 3     | 1      | 2014، 2018، 2019 | 2016          |
| 3   | الكرامة | 2     | -      | 1985، 2008       | -             |
| 4   | تشرين   | 1     | 1      | 1982             | 2020          |
| 5   | الاتحاد | -     | 2      | -                | 1985، 2018    |
| 6   | المجد   | -     | 1      | -                | 2008          |
| 7   | الوثبة  | -     | 1      | -                | 2019          |

## سجل المباريات النهائية
| الموسم | بطل الدوري | النتيجة              | بطل الكأس | مسجلي الاهداف                                                           |
| ------ | ---------- | -------------------- | --------- | ----------------------------------------------------------------------- |
| 1982   | تشرين      | 2 – 1                | الاتحاد   | محسن فارس، عبد القادر كردغلي (تشرين)، احمد هواش                         |
| 1985   | الكرامة    | 3 – 0                | الاتحاد   | 1-0 أسعد السباعي , 2-0 بسام يبرودي , 3-0 عدنان مجذوب                    |
| 1993   | الكرامة    | 1 – 2                | الوحدة    | 1-0 عمر احمد , 1-1 تامر اللوز , 1-2 نزار محروس                          |
| 2008   | الكرامة    | 3 – 0                | المجد     | 1-0 هاني الطيار 5' , 2-0 هاني الطيار 41' , 3-0 هاني الطيار 52'          |
| 2013   | الجيش      | 0 - 0 (4 - 2 (ترجيح) | الوحدة    |                                                                         |
| 2016   | الجيش      | 0 – 1                | الوحدة    | أسامة اومري 93'                                                         |
| 2018   | الجيش      | 1 – 0                | الاتحاد   | أحمد الاشقر 11'                                                         |
| 2019   | الجيش      | 2 – 0                | الوثبة    | 0-1 ورد السلامة 33' , 0-2 قصي حبيب 71'                                  |
| 2020   | تشرين      | 1 – 2                | الوحدة    | 1-0 عبدالرحمن بركات 28' , 1-1 محمدالمرمور 34' , 1-2 عبدالرحمن بركات 79' |
| 2021   | تشرين      | التغت                | جبلة      |                                                                         |